# Tredegar Hillfort

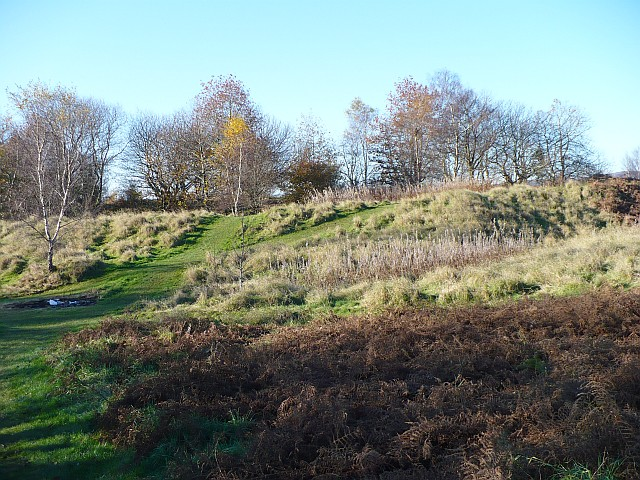
Die Reste der Wälle von Tredegar Hillfort

Tredegar Hillfort (auch Tredegar Fort) ist der Rest eines eisenzeitlichen Hillforts westlich von Newport in Wales.
Die Anlage wurde vermutlich im 8. Jahrhundert vor Christus auf einer dominierenden, 90 m hohen Anhöhe nördlich des Ebbw River errichtet. Die Anhöhe fällt nach Süden und vor allem nach Osten und Westen steil ab. Die Befestigung besaß eine doppelte Umwallung mit einem maximalen Durchmesser von 310 m von Nordost nach Südwest. Der fünfeckige Innenraum der Anlage war von Nordost nach Südwest maximal 142 m breit. Der ursprüngliche Eingang befand sich vermutlich im Nordosten, später wurden weitere Eingänge in die Wälle gebrochen. Vermutlich zur Zeit der römischen Eroberung wurde die Anlage aufgegeben.
Ende des 18. Jahrhunderts wurde die Anhöhe mit den Resten des Hillforts in den Landschaftspark von Tredegar House einbezogen und diente als Blickpunkt einer Allee. Vor allem im Westen der Anlage wurden die Wälle jedoch zerstört, als das Gelände später als Golfplatz diente. Dazu wurde ab 1921 ein Baugebiet direkt westlich der Wälle erschlossen. Die Reste des Hillforts sind als Scheduled Monument geschützt.